# Trøndelag
Trøndelag (čti trönelág) je pojmenování historického území ve středním Norsku a zároveň jeden z norských krajů, nejvyšších územně-správních celků státu. Moderní kraj vznikl v roce 2018 sloučením Nord-Trøndelag (Severní Trøndelag) a Sør-Trøndelag (Jižní Trøndelag). V minulosti k tomuto území patřily také okresy Nordmøre a Romsdal a obec Bindal.
Správním centrem je Trondheim. Na severu sousedí s krajem Nordland a na jihu s Innlandet, Møre a Romsdal. Dominantním prvkem pobřeží je fjord Trondheimsfjord.
Obyvatelstvo hovoří trøndelagskými nářečími (trøndsk), podskupinou východonorských nářečí, charakteristickou především zánikem samohláskových koncovek.
Název Trøndelag, složený z kmenového jména Trønder a slova lag (právo), znamená „území práva kmene Trønderů“. Dnes se označení Trønder vztahuje k obyvatelům Trøndelagu.

## Obce
V roce 2020 byl kraj tvořen celkem 38 obcemi.
- Flatanger
- Frosta
- Frøya
- Grong
- Norsko
- Hitra
- Holtålen
- Høylandet
- Inderøy
- Indre Fosen
- Leka
- Levanger
- Lierne
- Malvik
- Melhus
- Meråker
- Midtre Gauldal
- Namsos
- Namsskogan
- Nærøysund
- Oppdal
- Orkland
- Osen
- Overhalla
- Rennebu
- Rindal
- Røros
- Røyrvik
- Selbu
- Skaun
- Snåsa
- Steinkjer
- Stjørdal
- Trondheim
- Tydal
- Verdal
- Ørland
- Åfjord

## Fotogalerie

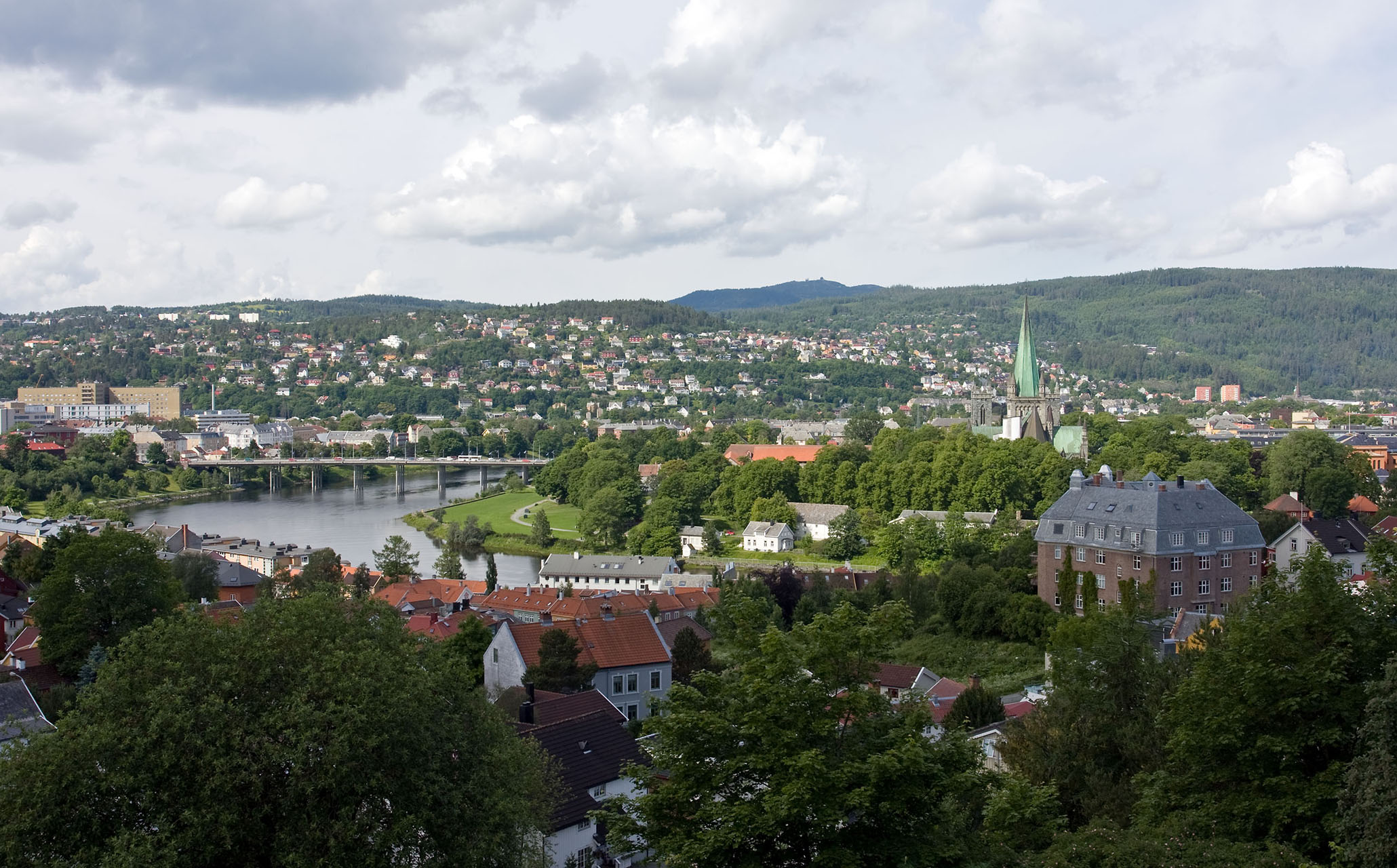
Trondheim
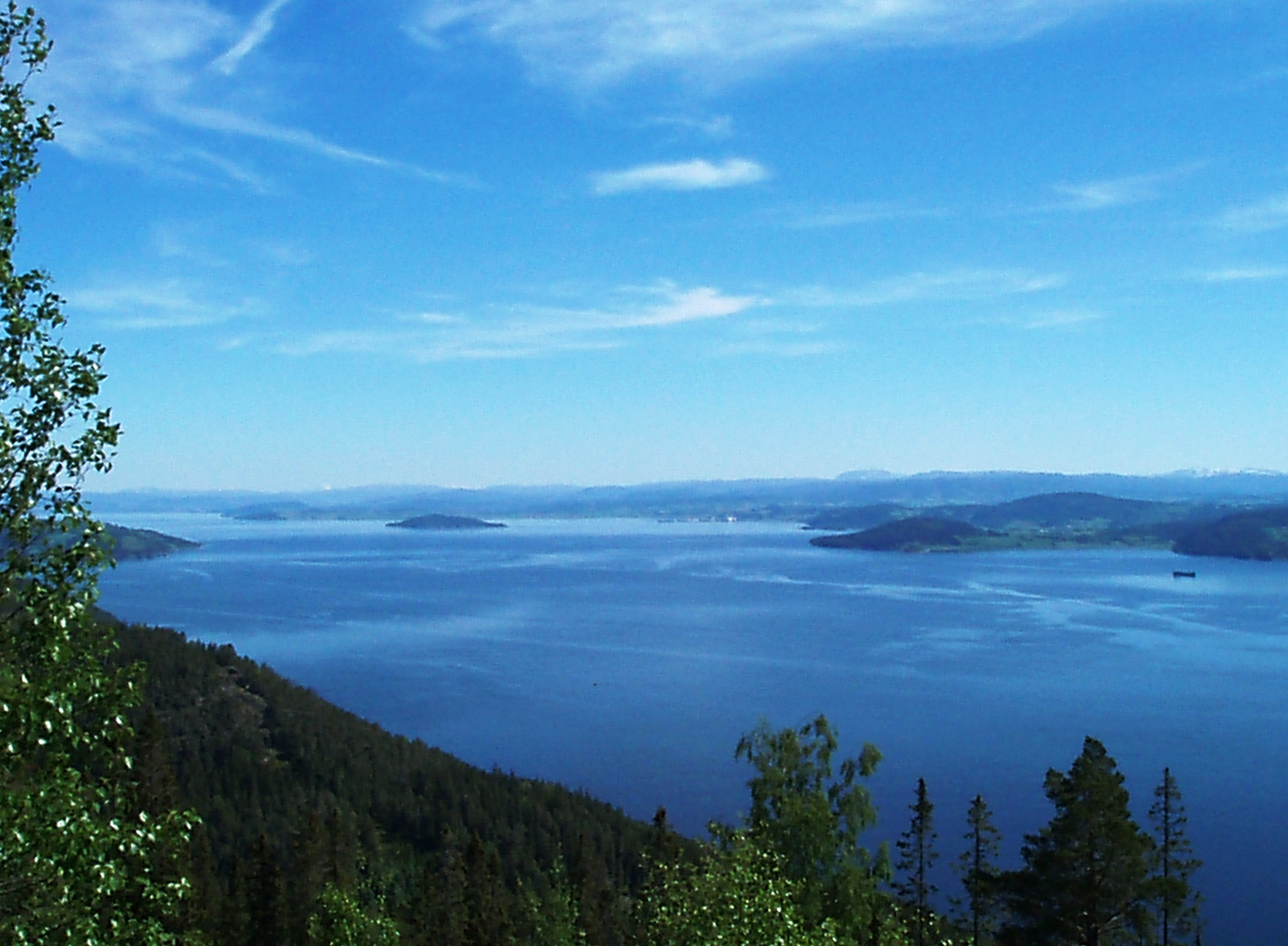
Trondheimsfjorden
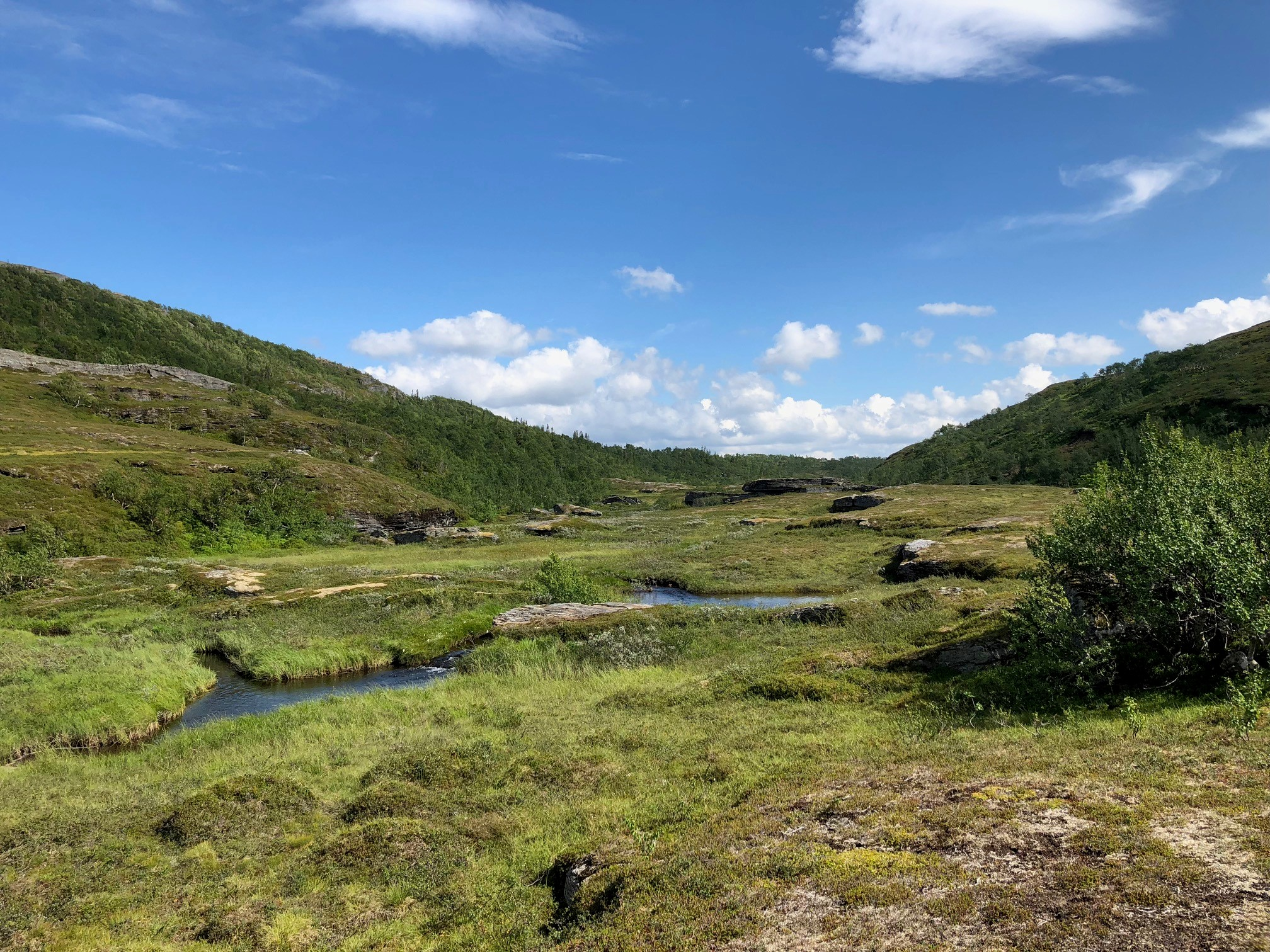
Národní park Lierne
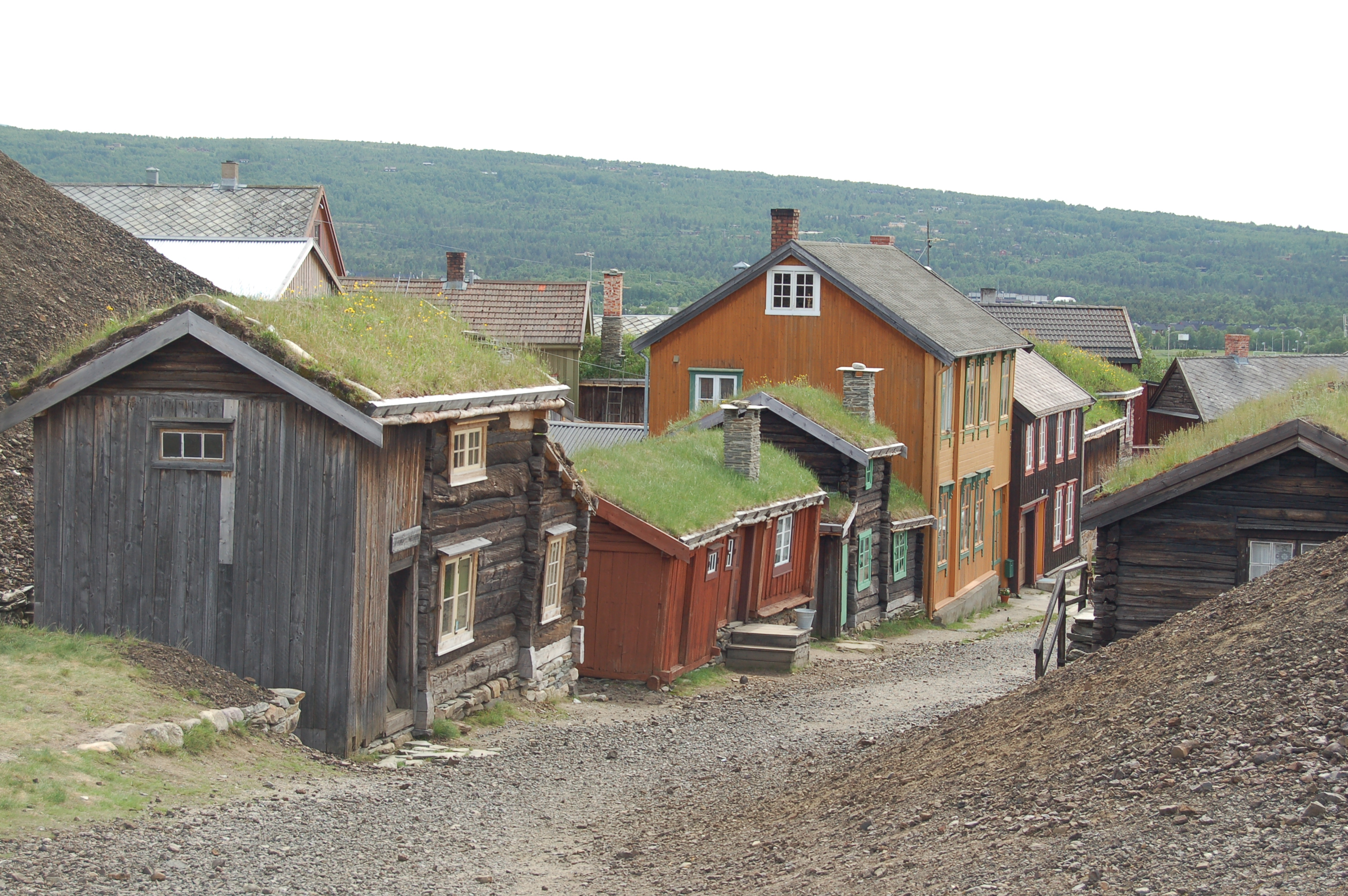
Město Røros (památka UNESCO)